# Brussels Airlines
Brussels Airlines ist eine belgische Fluggesellschaft mit Sitz in Brüssel und Basis auf dem Flughafen Brüssel-Zaventem. Sie ist ein Tochterunternehmen der Deutschen Lufthansa AG und Mitglied der Luftfahrtallianz Star Alliance.

## Geschichte

### 2000er-Jahre

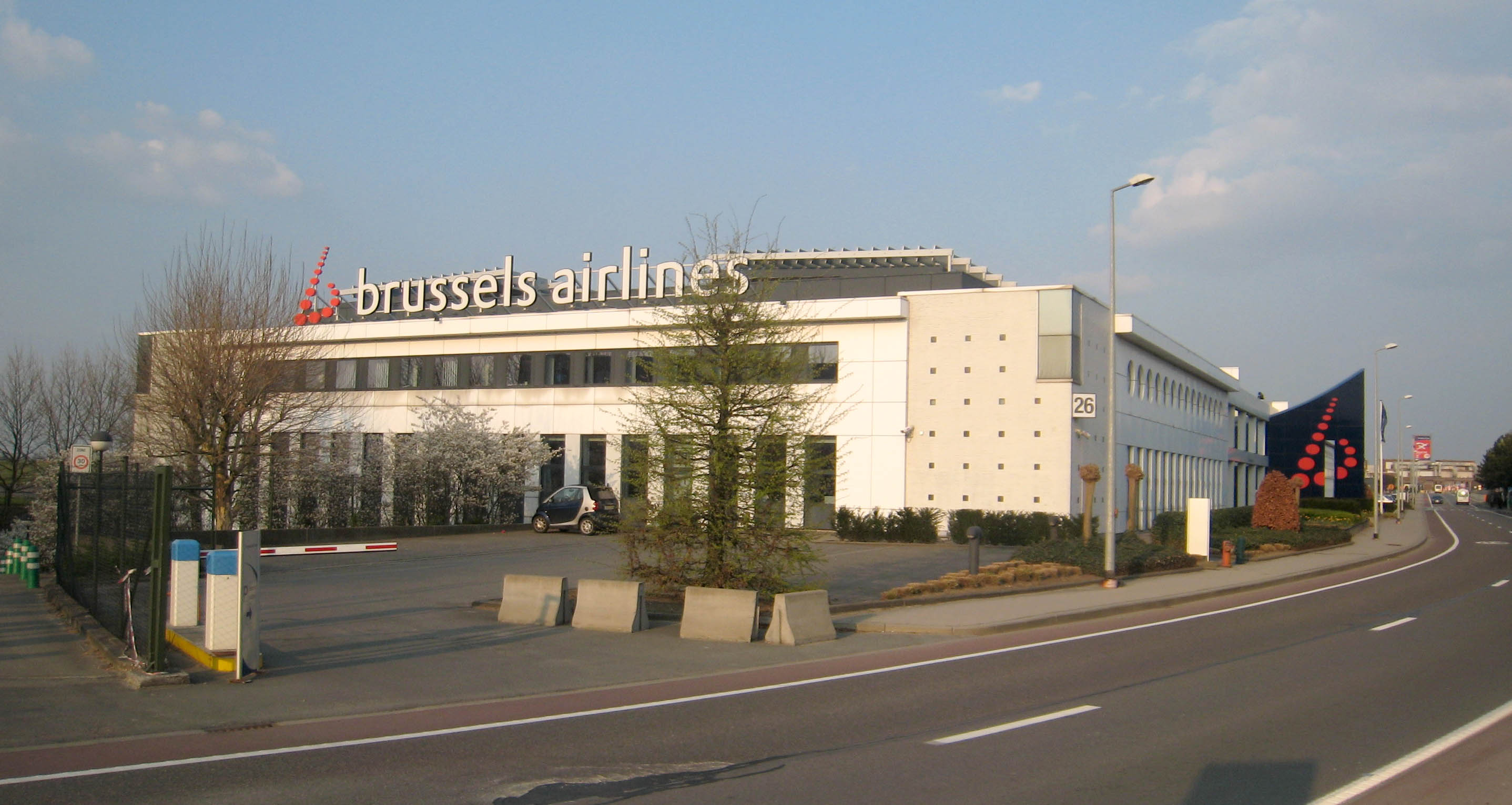
b.house, der Hauptsitz von Brussels Airlines in Brüssel

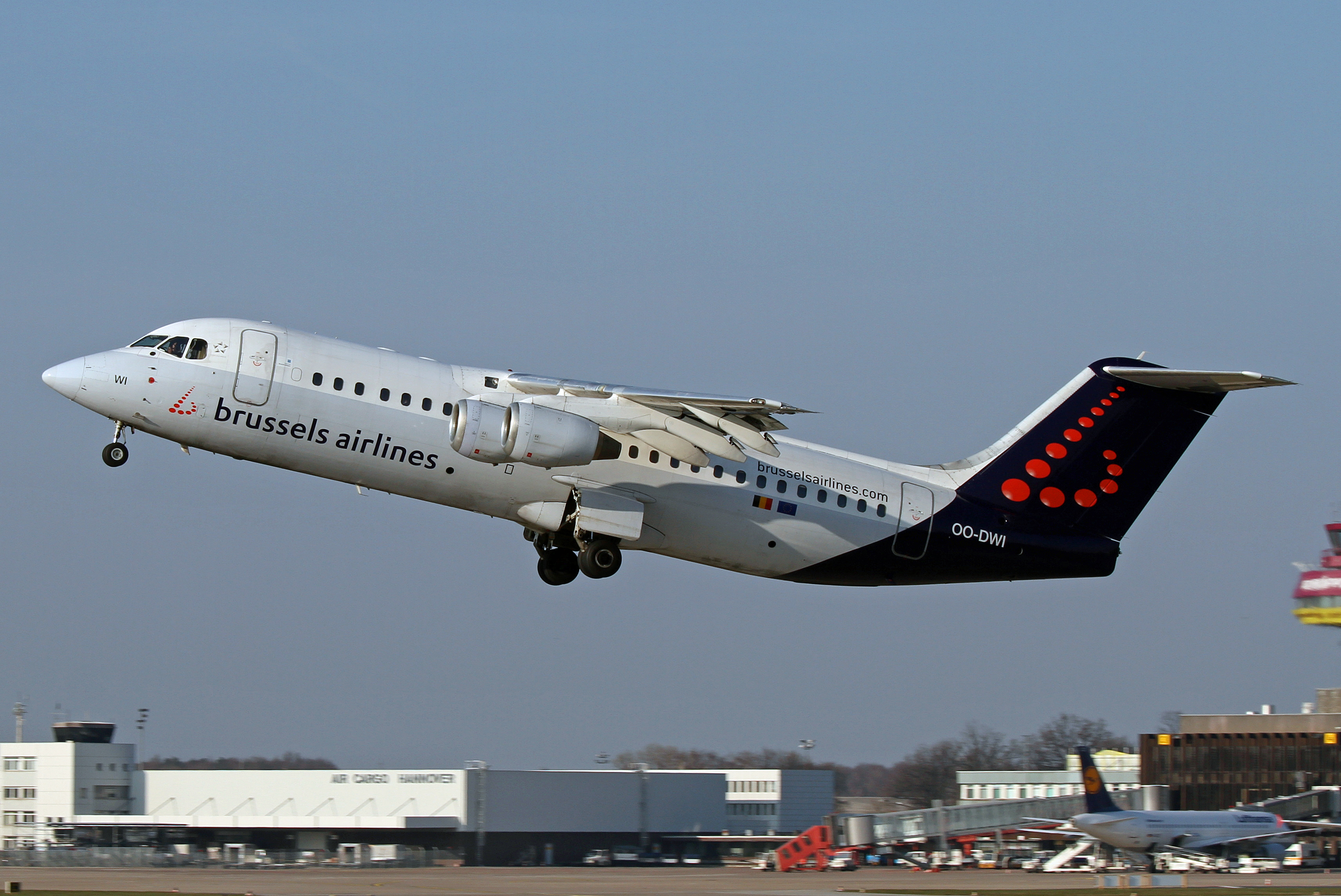
Avro RJ100 der Brussels Airlines, 2011

Brussels Airlines wurde durch den Zusammenschluss der SN Brussels Airlines, die aus der Sabena-Tochter Delta Air Transport hervorging, und der Virgin Express gegründet. Am 25. März 2007 fand der erste Flug unter dem Namen Brussels Airlines und dem IATA-Airline-Code „SN“, der von der SN Brussels Airlines übernommen wurde, statt. Den Code trugen auch schon die Flüge der Sabena, dies soll die Herkunft der Fluggesellschaft zum Ausdruck bringen. Die Sabena war in Belgien sehr beliebt und ein Teil des Nationalstolzes. Ihre Insolvenz entwickelte sich zu der größten Firmenpleite in der belgischen Geschichte. Da das Schicksal der Sabena damals durch ausländische Investoren wie die Swissair besiegelt wurde, wurde bei der Gründung der SN Brussels Airlines höchste Priorität auf die Beibehaltung der belgischen Identität und Eigenständigkeit gelegt. Eigentümer der neuen Gesellschaft Brussels Airlines waren aus diesen Gründen 40 belgische Investoren, die gemeinsam einen Anteil von knapp über 70 Prozent der Aktien verwalteten. Durch den Zusammenschluss mit der Virgin Express Ende 2004 wurde allerdings die Fluggesellschaft Virgin Atlantic des Unternehmers Richard Branson größter Anteilseigner. 2007, im ersten Jahr der Firmengeschichte, beförderte Brussels Airlines 5,8 Millionen Passagiere und erreichte damit einen Netto-Gewinn von 23,1 Millionen Euro.
Ende 2007 gründete Brussels Airlines zusammen mit Hewa Bora Airways die mauretanische Fluggesellschaft Pan African Airlines unter dem Namen airDC neu. Nach dem Flugzeugabsturz einer Hewa-Bora-Maschine am 15. April 2008 revidierte Brussels Airlines die Zusammenarbeit. Ein erneuter Versuch der Einführung der airDC wurde unwahrscheinlich, nachdem die ehemaligen Partner Hewa Bora und Brussels Airlines wieder in einen Konkurrenzkampf auf der Strecke Brüssel-Kinshasa getreten sind.
Aufgrund des steigenden Ölpreises hat sich Brussels Airlines 2008 das Ziel gesetzt, nach neuen Möglichkeiten der Spritersparnis zu suchen. So fliegen die Flugzeuge langsamer und die ohnehin unnötigen Aschenbecher wurden aus den Sitzen entfernt. Des Weiteren streicht Brussels Airlines jedes Jahr Flüge am 1. Januar, bis auf die Flüge aus und nach Afrika. Der Neujahrstag sei mit zu hohen Kosten verbunden. Ebenfalls im Jahr 2008 hat Brussels Airlines die BAe 146-200 ausgeflottet. Der letzte Flug einer dieser Maschinen war zugleich der letzte Flug zwischen dem nun stillgelegten Flughafen Berlin-Tempelhof und Brüssel.

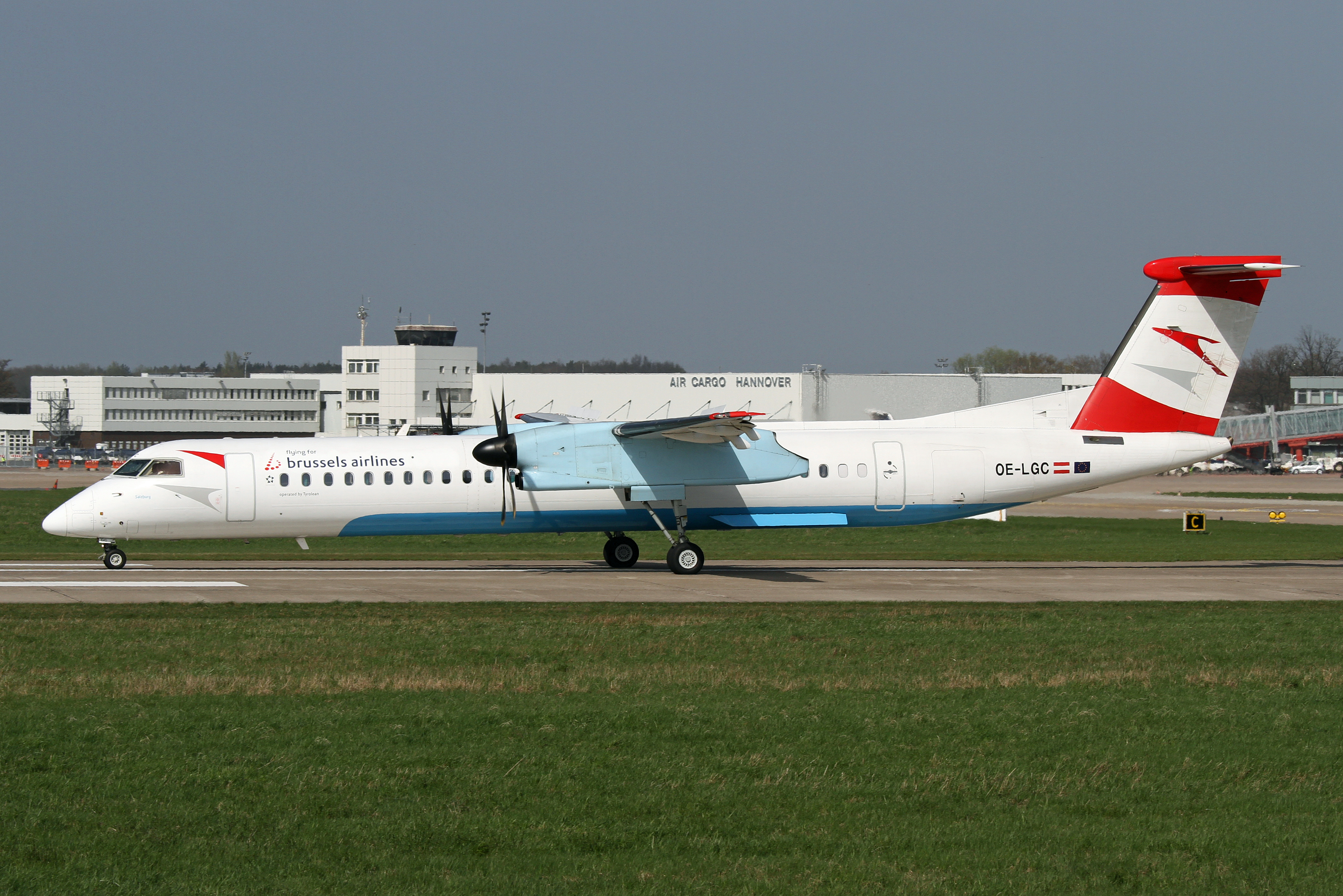
DHC-8-400 der Brussels Airlines, betrieben von Austrian Airlines, 2011

Am 15. September 2008 kündigte die Lufthansa an, zunächst 45 Prozent der Anteile der SN Airholding zu übernehmen. Gleichzeitig erhielt die Lufthansa eine Kaufoption, um in den Jahren 2011 bis 2014 die restlichen 55 % zu erwerben. Diese Option wurde zu Beginn des Jahres 2017 ausgeübt. Die Europäische Kommission hat die Transaktion am 22. Juni 2009 genehmigt.
Am 24. März 2009 kündigten Brussels Airlines und die Deutsche Lufthansa die Erweiterung ihrer Kooperationen an. So wurden auf den Strecken zwischen Brüssel und Frankfurt, Berlin, Hamburg, Hannover, Nürnberg und Stuttgart Codeshare-Flüge durchgeführt. Die gegenseitige Benutzung von Flughafen-Lounges und das Sammeln von Bonusmeilen wurde vereinfacht und später auch afrikanische Ziele einbezogen. Seit dem 1. Juli 2009 gehört Brussels Airlines zum Lufthansa-Konzern. Am 9. Dezember 2009 trat Brussels Airlines der Luftfahrtallianz Star Alliance bei.

### 2010er-Jahre

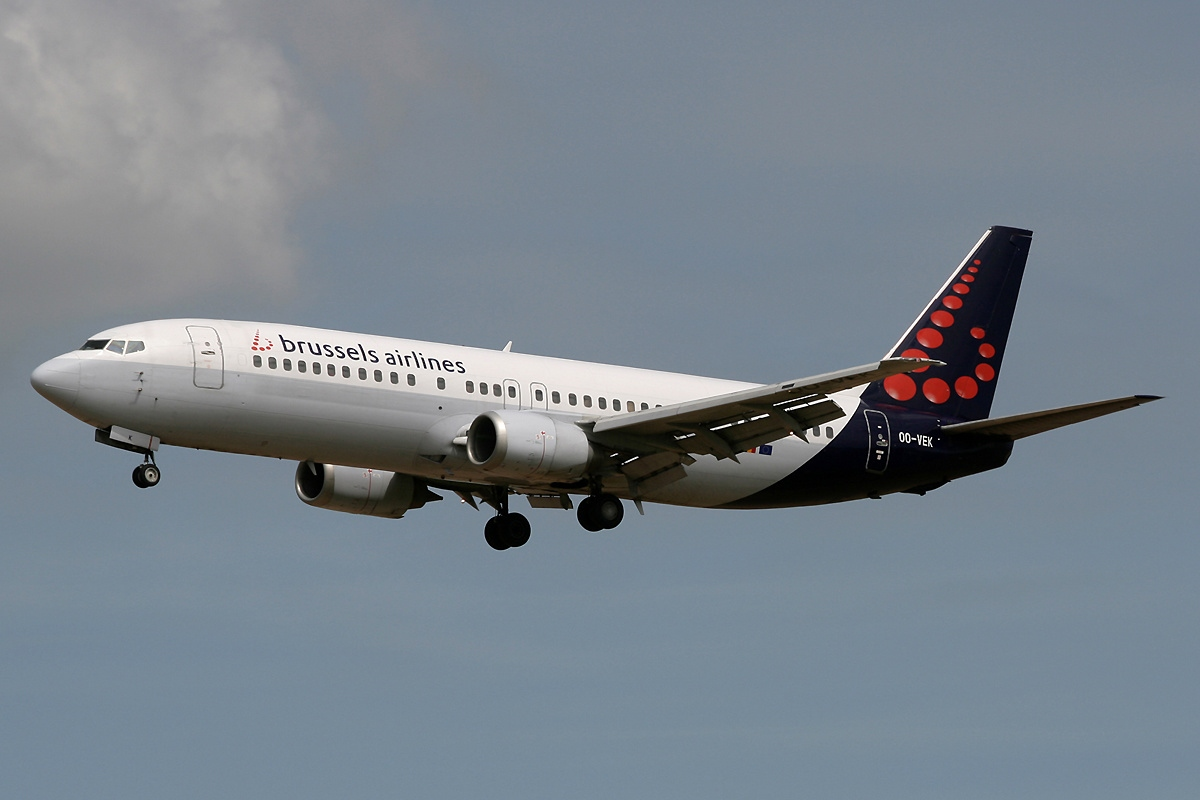
Boeing 737-405 der Brussels Airlines, Brüssel 2009

Im Sommer 2010 wurden Medienberichte veröffentlicht, nach denen die Gründung einer neuen kongolesischen Fluggesellschaft durch Brussels Airlines mit Hilfe der Muttergesellschaft Lufthansa und lokalen Investoren unter dem Projektnamen Korongo Airlines in Planung sei. Sie flog von 2012 bis 2015.
Im Herbst 2012 musterte Brussels Airlines ihre letzten Boeing 737-400 aus. Im Mai 2015 wurde nach vier Jahren ein Wetlease-Vertrag mit Austrian Airlines beendet, die eine De Havilland DHC-8-400 für Brussels Airlines betrieb.
Im September 2016 stimmte der Aufsichtsrat der Lufthansa der vollständigen Übernahme der Brussels Airlines zu.

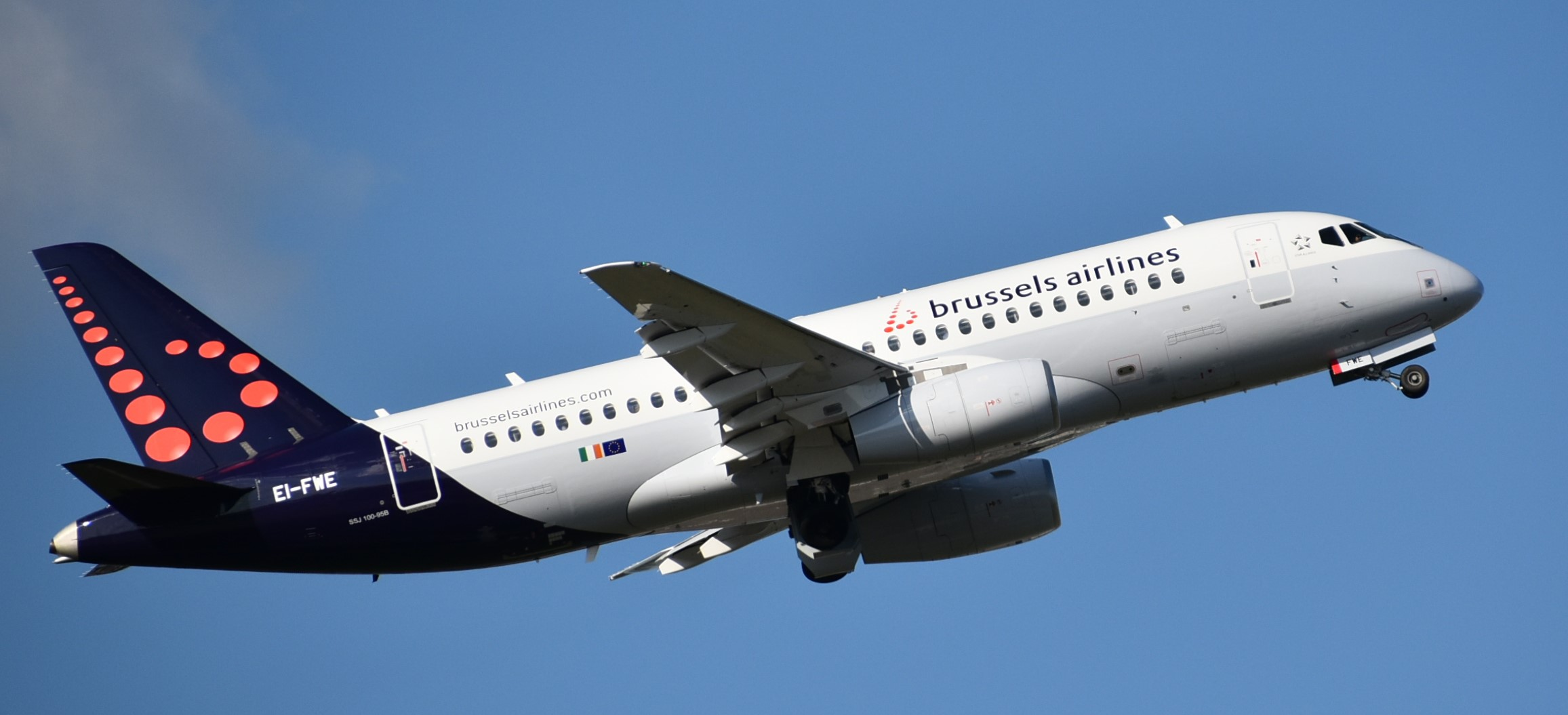
Suchoi Superjet der Brussels Airlines, Birmingham 2017

Am 30. März 2017 wurde bekannt gegeben, dass Brussels Airlines Thomas Cook Airlines Belgium übernimmt. Diese stellte den eigenen Flugbetrieb im November 2017 ein. Es wurde ein zweijähriges Wetleasing-Abkommen mit CityJet eingegangen, bei welchem 7 Suchoi Superjet zum Einsatz kommen sollten. Im Frühjahr 2018 hatte Cityjet während fast eines Monats viele Flüge von Brussels Airlines wegen fehlender Ersatzteile ausfallen lassen müssen; anstatt mit fünf Flugzeugen konnten die Flüge für Brussels Airlines nur mit zwei Flugzeugen durchgeführt werden. Die Superjet wurden zum Ende 2018 wieder an CityJet zurückgegeben und durch Flugzeuge des Typs Bombardier CRJ 900 und CRJ 1000 ersetzt, welche durch den CityJet-Partner Air Nostrum betrieben werden. Zudem kam auf vereinzelten Flügen eine Embraer 145 von flyBMI zum Einsatz.
Ende August 2017 wurden Planungen bekannt, erneut eine eigene Fluggesellschaft in Afrika zu gründen.
Ende 2017 wurden die letzten von ehemals 12 Exemplaren des Avro RJ100 ausgeflottet, welche früher mit dem Avro RJ85 (14 Exemplare) und BAE146-200 (6 Exemplare) das Arbeitstier der Brussels Airlines und ihren Vorgängerinnen gebildet hat.
Ab April 2018 bediente Brussels Airlines im Auftrag von Eurowings mit Flugzeugen der Typen A330-300 und A340-300 Langstreckenflüge ab Düsseldorf. Die A340-300 sollten die Flotte jedoch in absehbarer Zeit wieder verlassen und durch im Auftrag von Eurowings betriebene, gebrauchte A330-300 der Lufthansa ersetzt werden. Die im Wet-Lease für Eurowings eingesetzten Flugzeuge erhielten nach diesen Plänen eine Eurowings-Bemalung sowie Kabinenausstattung, wobei exklusiv auf den von Brussels Airlines betriebenen Flugzeugen erstmals auch eine Drei-Klassen-Bestuhlung mit vollwertiger Business Class angeboten werde. Das Cockpit- sowie Kabinenpersonal von Brussels Airlines sollte Uniformen der Eurowings tragen.

### 2020er-Jahre
Der komplette Zusammenschluss mit Eurowings war bis Ende 2020 geplant, wurde jedoch schließlich im Juli 2019 aufgegeben. Die Fluggesellschaft gab zu diesem Zeitpunkt an, Brussels Airlines auch zukünftig als Marke aufrechterhalten zu wollen.
Aufgrund der COVID-19-Pandemie und eines damit verbundenen Rückganges der Fluggastzahlen und zahlreicher Flugbeschränkungen stellte Brussels Airlines im März 2020 vorübergehend den Flugverkehr ein. Es fanden zeitweise nur vereinzelte Rückholflüge für gestrandete Urlauber und EU-Staatsbürger statt.

## Beförderungsklassen
Auf den europäischen Flügen bietet Brussels Airlines vier verschiedene Ticketarten an:
- Bizz&Class ist die teuerste Beförderungsklasse (Business-Class) und enthält zusätzlich zu Flex&Fast Loungezugang, Menüauswahl aus der Karte, 2 Handgepäckstücke und zwei Gepäckstücke zu je 32Kg
- Flex&Fast enthält FastLane, Priority Boarding, kostenlose Umbuchungen und kostenfreie Sitzplatzreservierung sowie ein Gepäckstück bis 23 kg
- Light&Relax ermöglicht eine Umbuchung und Stornierung gegen Entgelt. Ein Gepäckstück bis 23 kg und Sitzplatzwahl ist enthalten
- Check&Go ist die günstigste Variante. Es sind keine Umbuchungen möglich und enthält nur Handgepäck

## Flugziele

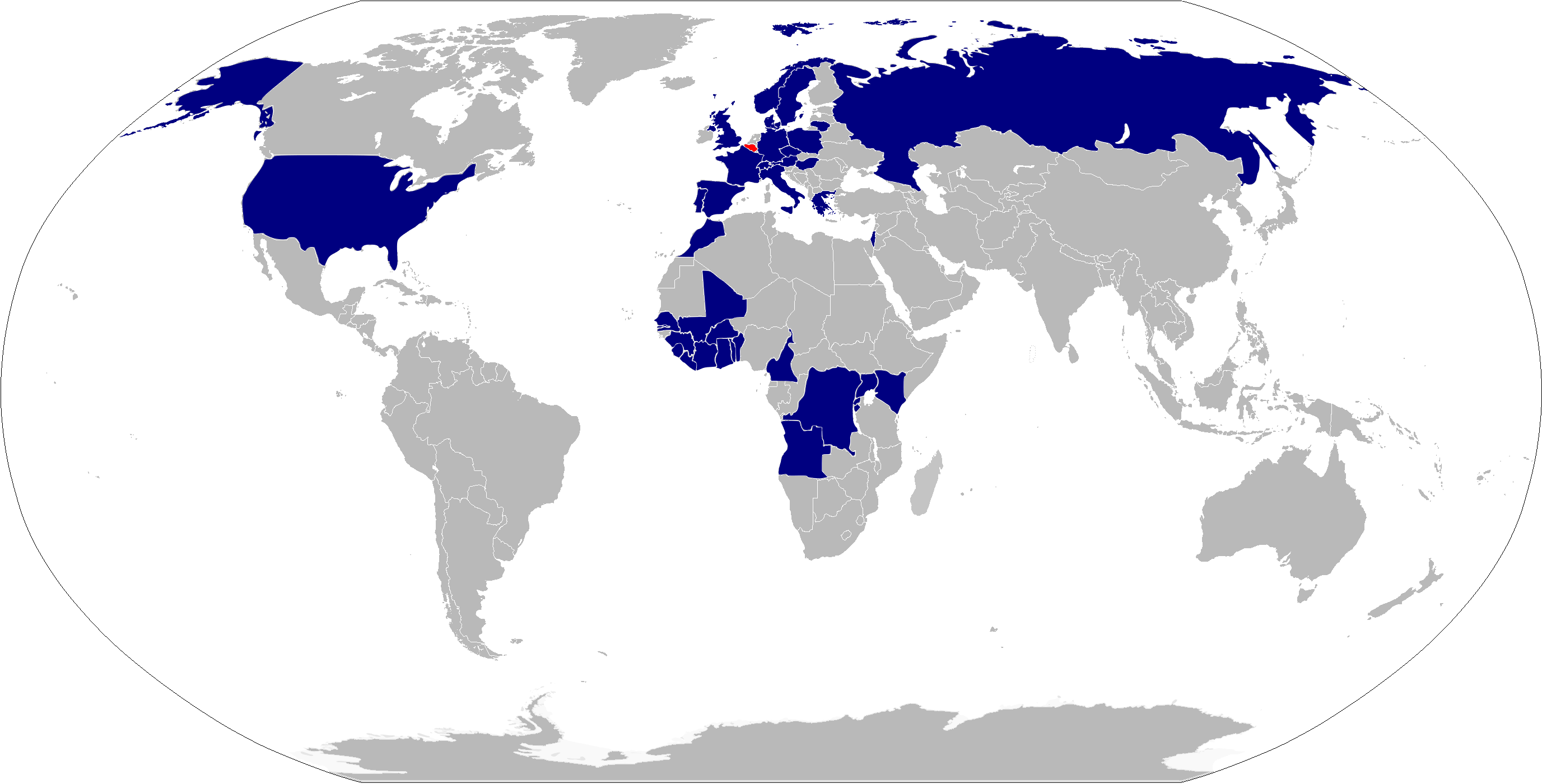
Flugziele der Brussels Airlines

Brussels Airlines fliegt vorwiegend europäische, aber auch afrikanische und asiatische Ziele vom Flughafen Brüssel-Zaventem aus an.
Im deutschsprachigen Raum werden Berlin Brandenburg, Frankfurt, Hamburg und München in Deutschland, Wien in Österreich sowie Genf und Zürich in der Schweiz angeflogen.
Brussels Airlines war eine der wenigen verbliebenen internationalen Fluggesellschaften, die den historischen Flughafen Berlin-Tempelhof noch bis fünf Tage vor seiner Schließung am 30. Oktober 2008 anflogen.

### Codesharing
Brussels Airlines unterhält Codeshare-Abkommen mit folgenden Fluggesellschaften: (Star-Alliance-Mitglieder sind mit * gekennzeichnet)
| - Aegean Airlines* - Air Baltic - Air Canada* - Air Malta - All Nippon Airways* | - Austrian Airlines* - Croatia Airlines* - Egypt Air* - Etihad Airways - Eurowings | - Hainan Airlines - Lufthansa* - Singapore Airlines* - Swiss* - TAAG Angola Airlines | - TAP Portugal* - Thai Airways International* - United Airlines* |

## Flotte

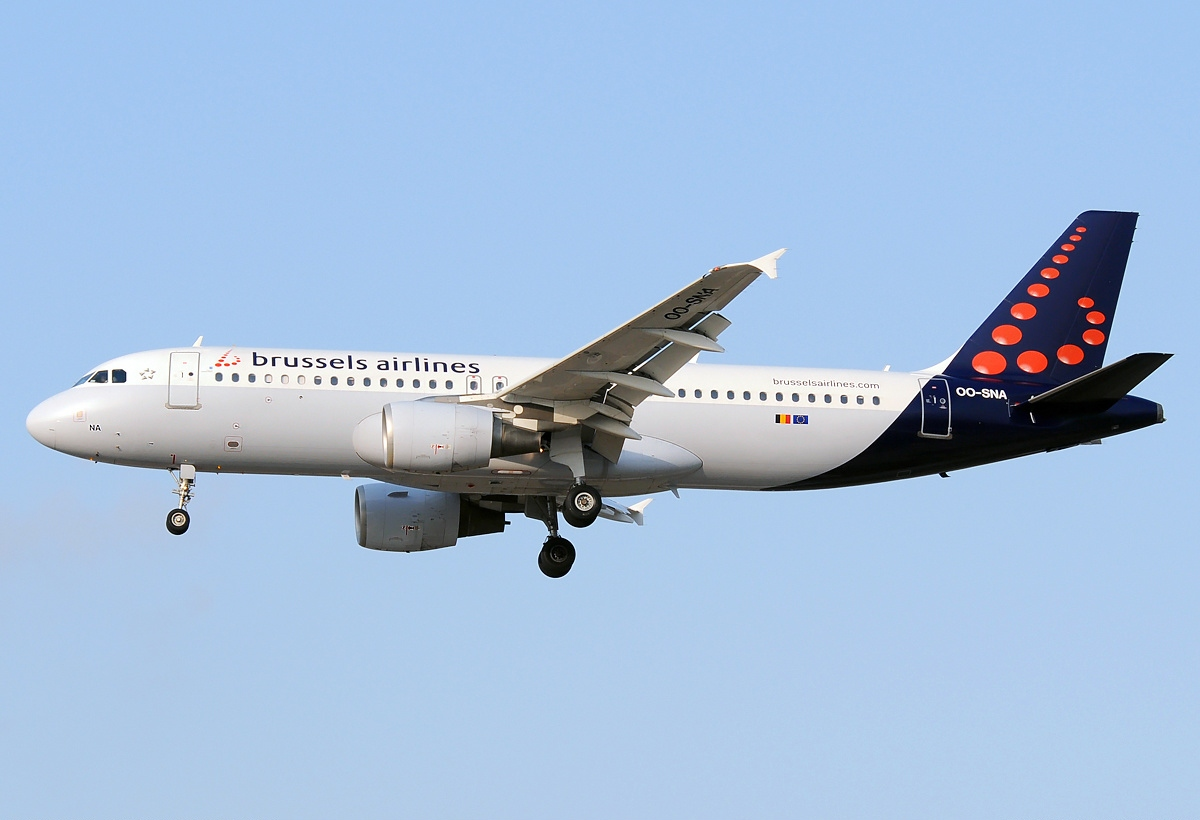
Airbus A320-200 der Brussels Airlines

### Aktuelle Flotte
Mit Stand Mai 2025 besteht die Flotte der Brussels Airlines aus 46 Flugzeugen mit einem Durchschnittsalter von 17,1 Jahren:
| Flugzeugtyp     | Anzahl | bestellt | Anmerkungen  | Sitzplätze (Business/Premium/Economy) | Durchschnittsalter |
| --------------- | ------ | -------- | ------------ | ------------------------------------- | ------------------ |
| Airbus A319-100 | 14     | 0        |              | 141 (–/–/141)                         | 20,4 Jahre         |
| Airbus A320-200 | 16     | 0        | zwei inaktiv | 180 (–/–/180)                         | 18,9 Jahre         |
| Airbus A320neo  | 05     | 3        |              | 180 (–/–/180)                         | 01,3 Jahre         |
| Airbus A330-300 | 11     | 2        | drei inaktiv | 295 (30/21/244)                       | 17,4 Jahre         |
| Gesamt          | 46     | 5        |              |                                       | 17,1 Jahre         |

### Ehemalige Flugzeugtypen
| Flugzeugtyp                   | Anzahl | Bemerkung                                                              | Einflottung | Ausflottung |
| ----------------------------- | ------ | ---------------------------------------------------------------------- | ----------- | ----------- |
| Airbus A330-200               | 4      | 2 ehemalig Swiss; 1 ehemalig Edelweiss Air                             | 2012        | 2020        |
| Airbus A340-300               | 2      | Beide für Eurowings betrieben; ehemalig Lufthansa, zurück an Lufthansa | 2018        | 2019        |
| Boeing 737                    | 11     | 5 davon Boeing 737-300; & 6 davon Boeing 737-400                       | 2007        | 2012        |
| British Aerospace 146/Avro RJ | 33     | Durch gebrauchte A319/320 sowie Superjet 100 ersetzt.                  | 2007        | 2017        |
| De Havilland DHC-8-400        | 5      | 4 von Flybe betrieben                                                  | 2011        | 2017        |
| Embraer ERJ-145               | 1      | von Flybmi betrieben                                                   | 2014        | 2019        |
| Sukhoi Superjet 100           | 7      | von CityJet betrieben; 4 in Farben von Brussels Airlines               | 2017        | 2019        |

### Aktuelle Sonderbemalungen
| Flugzeugtyp     | Luftfahrzeugkennzeichen | Bemalung                                  | Taufname  | Zeitraum                                    | Bild |
| --------------- | ----------------------- | ----------------------------------------- | --------- | ------------------------------------------- | --- |
| Airbus A319-100 | OO-SSY                  | „Star Alliance“                           |           | seit Februar 2023                           | |
| Airbus A320-200 | OO-SNB                  | „Belgian Icons - Tintin“                  | „Rackham“ | seit März 2015                              | |
| Airbus A320-200 | OO-SNO                  | „Belgian Icons - Red Devils / Red Flames“ | „Trident“ | seit November 2022                          | |
| Airbus A320-200 | OO-SNM                  | „Belgian Icons - Atomium“                 |           | seit März 2025                              | Bild gesucht Die Wikipedia wünscht sich an dieser Stelle ein Bild. Weitere Infos zum Motiv findest du vielleicht auf der Diskussionsseite . Falls du dabei helfen möchtest, erklärt die Anleitung , wie das geht. |
| Airbus A320-200 | OO-SNP OO-SNQ           | „Star Alliance“                           |           | OO-SNP: seit März 2023 OO-SNQ:seit Mai 2023 | |
| Airbus A320neo  | OO-SBA                  | „Less CO₂. Less Fuel. Less Noise.“        |           | seit Oktober 2023                           | |
| Airbus A320neo  | OO-SBB                  | „Belgian Icons - Tomorrowland“            | „Amare“   | seit April 2024                             | Bild gesucht Die Wikipedia wünscht sich an dieser Stelle ein Bild. Weitere Infos zum Motiv findest du vielleicht auf der Diskussionsseite . Falls du dabei helfen möchtest, erklärt die Anleitung , wie das geht. |

### Ehemalige Sonderbemalungen
| Flugzeugtyp     | Luftfahrzeugkennzeichen                       | Bemalung                         | Zeitraum                      | Verbleib                                                                               | Bild |
| --------------- | --------------------------------------------- | -------------------------------- | ----------------------------- | -------------------------------------------------------------------------------------- | --- |
| Airbus A320-200 | OO-SNA („Trident“)                            | „Belgian Icons - Red Devils“     | April 2016 bis Oktober 2022   | ausgemustert und im März 2023 in St Athan ausgeschlachtet                              | |
| Airbus A320-200 | OO-SNC („Magritte“; März 2016 bis April 2021) | „Belgian Red Devils“             | Oktober 2013 bis Februar 2016 | danach in neue Sonderbemalung                                                          | |
| Airbus A320-200 | OO-SNC („Magritte“; März 2016 bis April 2021) | „Belgian Icons - René Magritte“  | März 2016 bis April 2021      | danach in neue Sonderbemalung                                                          | |
| Airbus A320-200 | OO-SNC („Magritte“; März 2016 bis April 2021) | „Star Alliance“                  | Mai 2021 bis Januar 2024      | ausgemustert und an AerCap zurückgegeben seit Juli 2024 als LZ-EAJ bei Electra Airways | |
| Airbus A320-200 | OO-SND („Aerosmurf“; ab März 2018)            | „Belgian Red Devils“             | Oktober 2013 bis März 2016    | danach in Standardfarben                                                               | |
| Airbus A320-200 | OO-SND („Aerosmurf“; ab März 2018)            | „Belgian Icons - The Smurfs“     | März 2018 bis Januar 2024     | ausgemustert und im Januar 2025 in St Athan ausgeschlachtet                            | |
| Airbus A320-200 | OO-SNE („Bruegel“)                            | „Belgian Icons - Pieter Bruegel“ | Mai 2019 bis Januar 2024      | danach in Standardfarben                                                               | |
| Airbus A320-200 | OO-SNF („Amare“)                              | „Belgian Icons - Tomorrowland“   | Februar 2017 bis Januar 2024  | danach in Standardfarben                                                               | |
| Airbus A320-200 | OO-TCV                                        | „Yes to Europe“                  | April bis November 2024       | danach in Standardfarben                                                               | |
| Airbus A330-200 | OO-SFT                                        | „In Belgium, we speak diamond“   | Februar 2018 bis Februar 2019 | im März 2020 ausgemustert und im November 2021 in Lourdes ausgeschlachtet              | Bild gesucht Die Wikipedia wünscht sich an dieser Stelle ein Bild. Weitere Infos zum Motiv findest du vielleicht auf der Diskussionsseite . Falls du dabei helfen möchtest, erklärt die Anleitung , wie das geht. |
| Airbus A330-300 | OO-SFN                                        | „Tomorrowland“                   | Juli bis September 2013       | im Oktober 2018 ausgemustert, seit November 2018 in Marana abgestellt                  | |
| Airbus A330-300 | OO-SFO                                        | „Belgian Red Devils“             | Juni 2014 bis April 2015      | im Februar 2019 ausgemustert und im November 2019 in Crestview ausgeschlachtet         | Bild gesucht Die Wikipedia wünscht sich an dieser Stelle ein Bild. Weitere Infos zum Motiv findest du vielleicht auf der Diskussionsseite . Falls du dabei helfen möchtest, erklärt die Anleitung , wie das geht. |
| Airbus A330-300 | OO-SFX                                        | „Tomorrowland“                   | Juli 2018                     | danach in Standardfarben                                                               | Bild gesucht Die Wikipedia wünscht sich an dieser Stelle ein Bild. Weitere Infos zum Motiv findest du vielleicht auf der Diskussionsseite . Falls du dabei helfen möchtest, erklärt die Anleitung , wie das geht. |

## Vielfliegerprogramm
Seit dem 26. Oktober 2009 ist Brussels Airlines dem Vielfliegerprogramm Miles & More unter Führung der Lufthansa angeschlossen, welches das eigene Programm Privilege ersetzt hat.
Im Herbst 2015 gründete Brussels Airlines ein neues eigenes Vielfliegerprogramm Loop. Die Passagiere können entscheiden, ob sie weiterhin am Miles & More-Programm teilnehmen oder anstelle von Meilen drei Punkte im Loop-Programm für jeden bei Brussels Airlines ausgegebenen Euro erhalten wollen. Diese Punkte verfallen dabei nicht und es können bis zu fünf Personen eines gemeinsamen Haushalts zusammen Loop-Punkte sammeln.

## Erscheinungsbild
Der obere Teil des Flugzeugrumpfs ist weiß, der untere Teil pastellgrau lackiert, Heck und Seitenleitwerk sind dunkelblau. Auf den Seitenleitwerken ist ein aus 14 roten Punkten bestehendes b auf dunkelblauem Grund zu sehen. Eigentlich waren 13 Kugeln geplant, doch wurde eine 14. Kugel hinzugefügt, um abergläubische Fluggäste nicht zu verschrecken. Im Inneren erwarten den Passagier dunkelblaue Ledersitze. Die vorher fast komplett roten Flugzeuge der Virgin Express wurden direkt umlackiert und an das neue Corporate Design angepasst. Anders hingegen die Flugzeuge der SN Brussels Airlines.
Übergangsbemalung

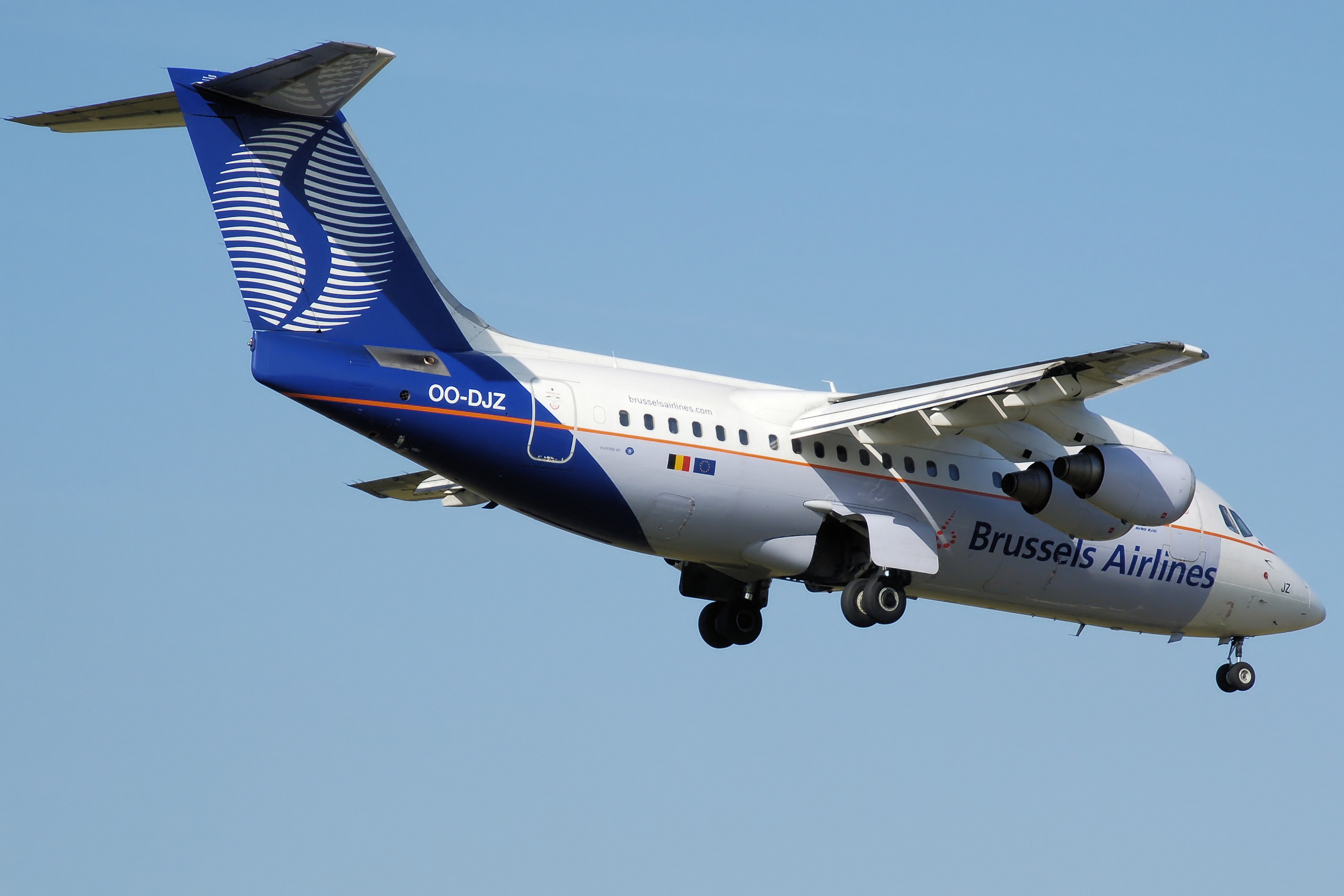
Erste Variante: Nur das „b-Logo“ ist bereits am Rumpf
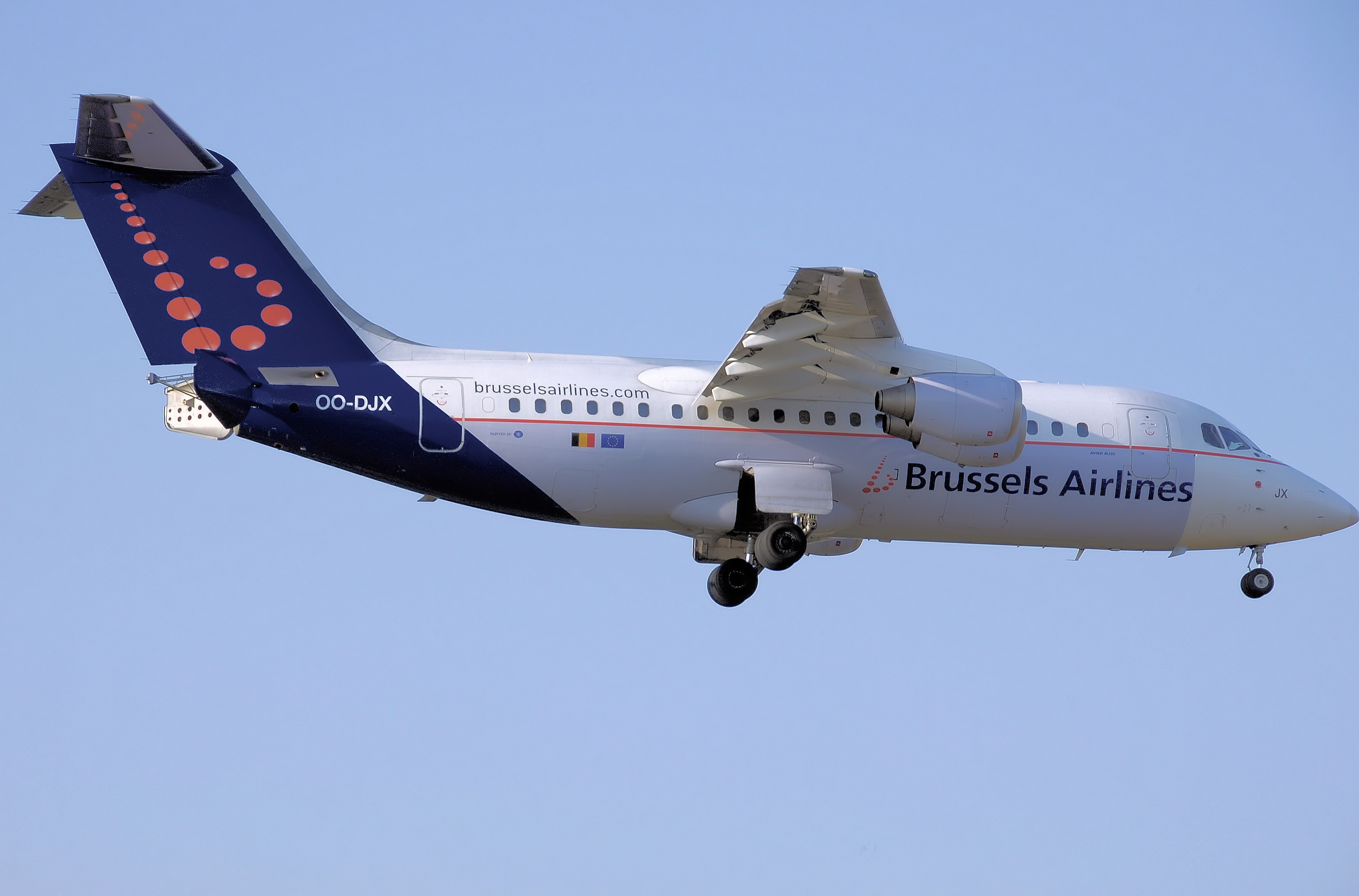
Zweite Variante: Das Seitenleitwerk hat nun auch ein „b-Logo“
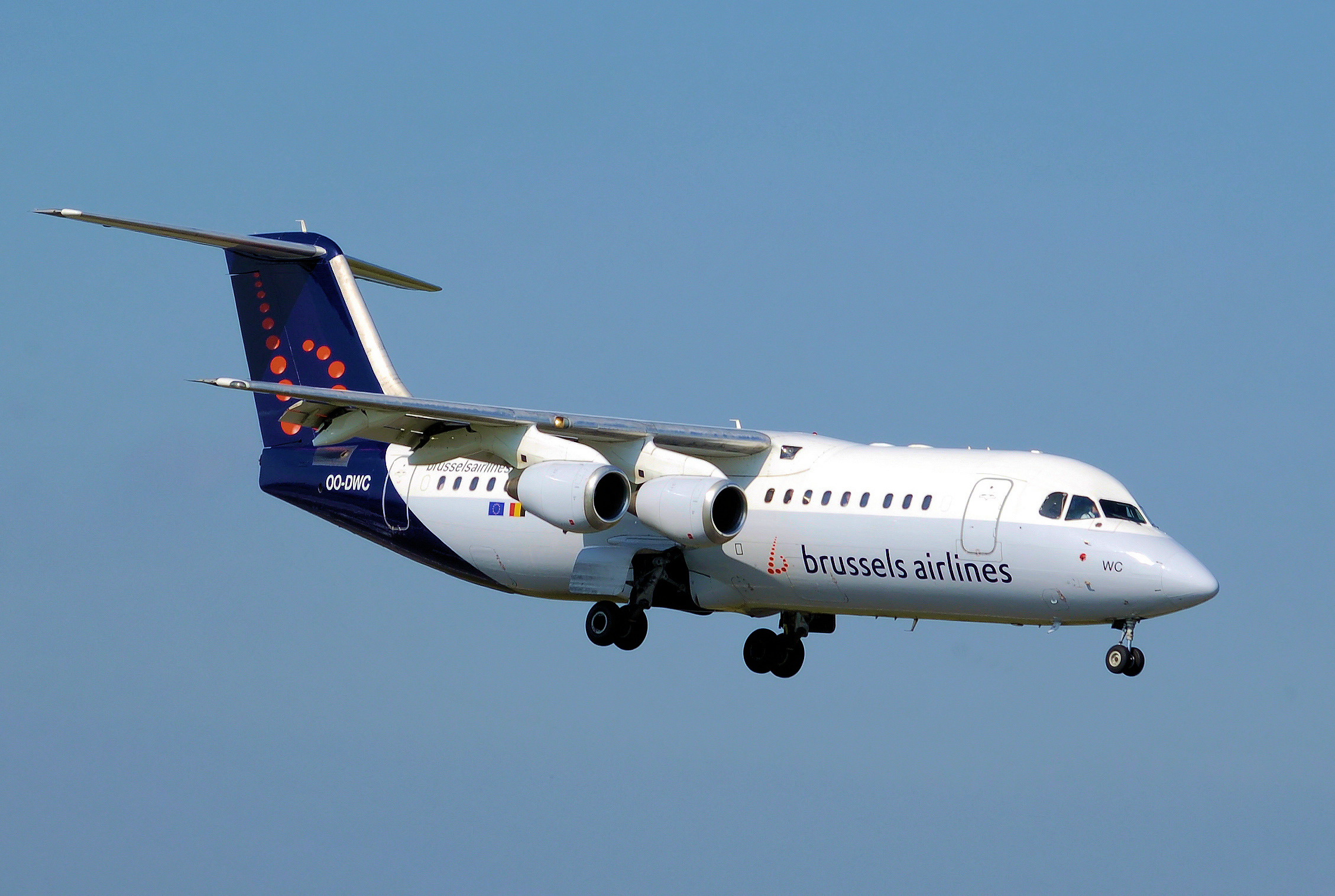
Aktuelles Erscheinungsbild: Komplett im neuen Design

- Erste Variante: Das alte „Sabena-S“ wurde auf manchen Maschinen noch weiter genutzt. Es flogen nicht sofort alle alten SN Brussels Airlines Flugzeuge in den neuen Farben. Hier wurde dann nur das „SN“ am Flugzeugrumpf durch ein kleines „b“ ersetzt (siehe Bilder-Kasten rechts).

Einige BAe-146-Maschinen flogen noch bis ins Jahr 2008 in alten Farben der ersten Variante. Mittlerweile ist keine Maschine mit dem geschichtsträchtigen „S-Tail“ mehr für die Brussels Airlines im Einsatz.
- Zweite Variante: Mittlerweile ist man dazu übergegangen, ein rotes „b“ anstelle des „Sabena-S“ auf die mittelblauen Seitenleitwerke mit der alten Bemalung zu platzieren (Stand: November 2007).[55]

Auch diese dem neuen Design auf den ersten Blick sehr ähnliche Übergangsbemalung hat noch eine orangefarbige Seitenlinie der alten SN-Bemalung und einen nicht komplett grau ausgefüllten Rumpf.